# Blau fosc
Blau fosc és el nom que reben els pigments que es fan servir per a obtenir el color del mateix nom. Aquest pigment és un matís més fosc del blau estàndard, color que es distingeix en l'espectre solar entre el verd i el violat.
El blau turquí és el blau més fosc.
El nom és una combinació del mot «blau», d'origen franc (blāo), i l'adjectiu «fosc», del llatí fuscus.